# Anisocentropus usambarensis
Anisocentropus usambarensis is een schietmot uit de familie Calamoceratidae. De soort komt voor in het Afrotropisch gebied.